# Korona Kielce SA
El Korona Kielce SA és un club de futbol polonès de la ciutat de Kielce.

## Història

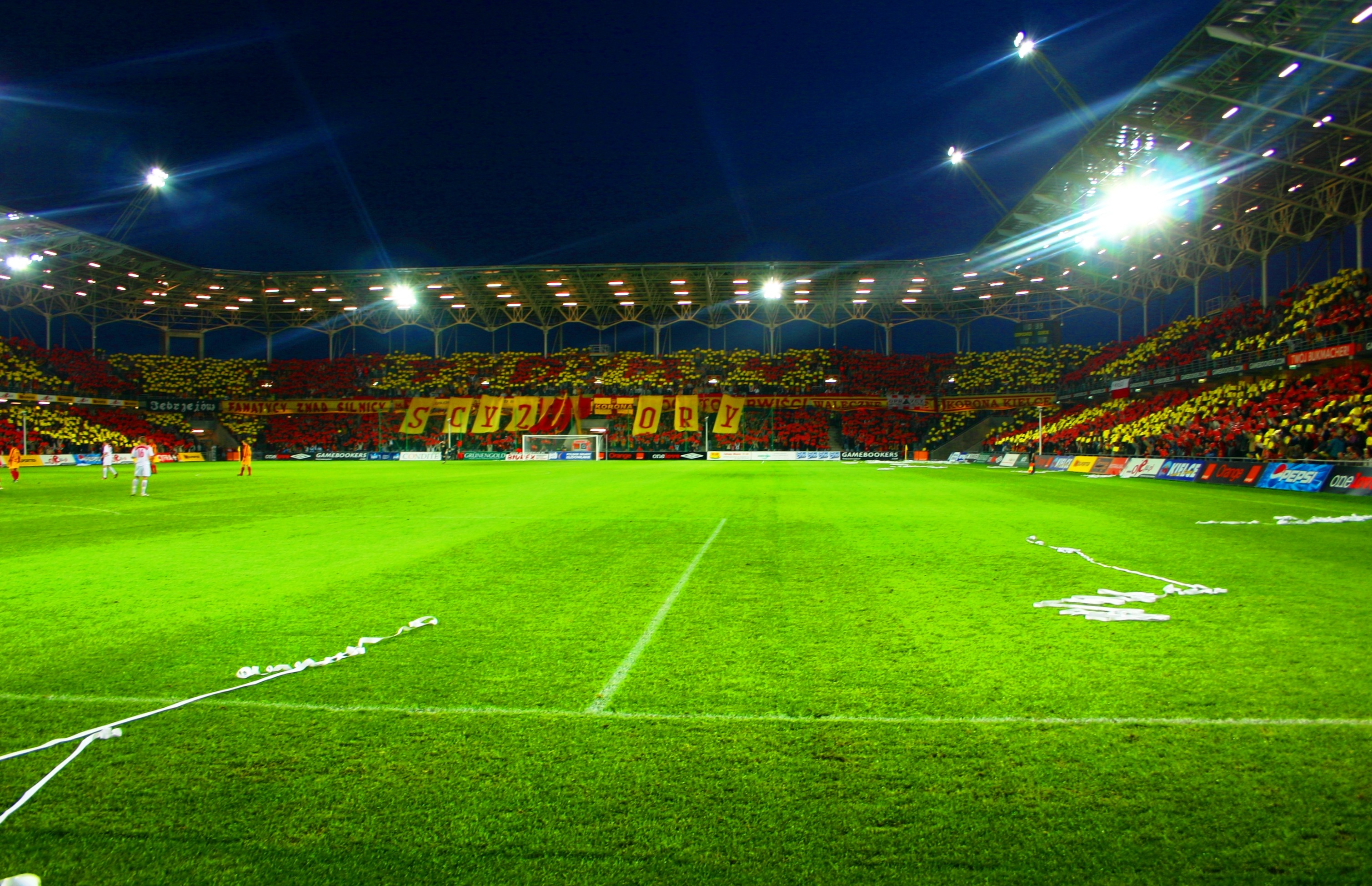
Estadi del Korona Kielce.

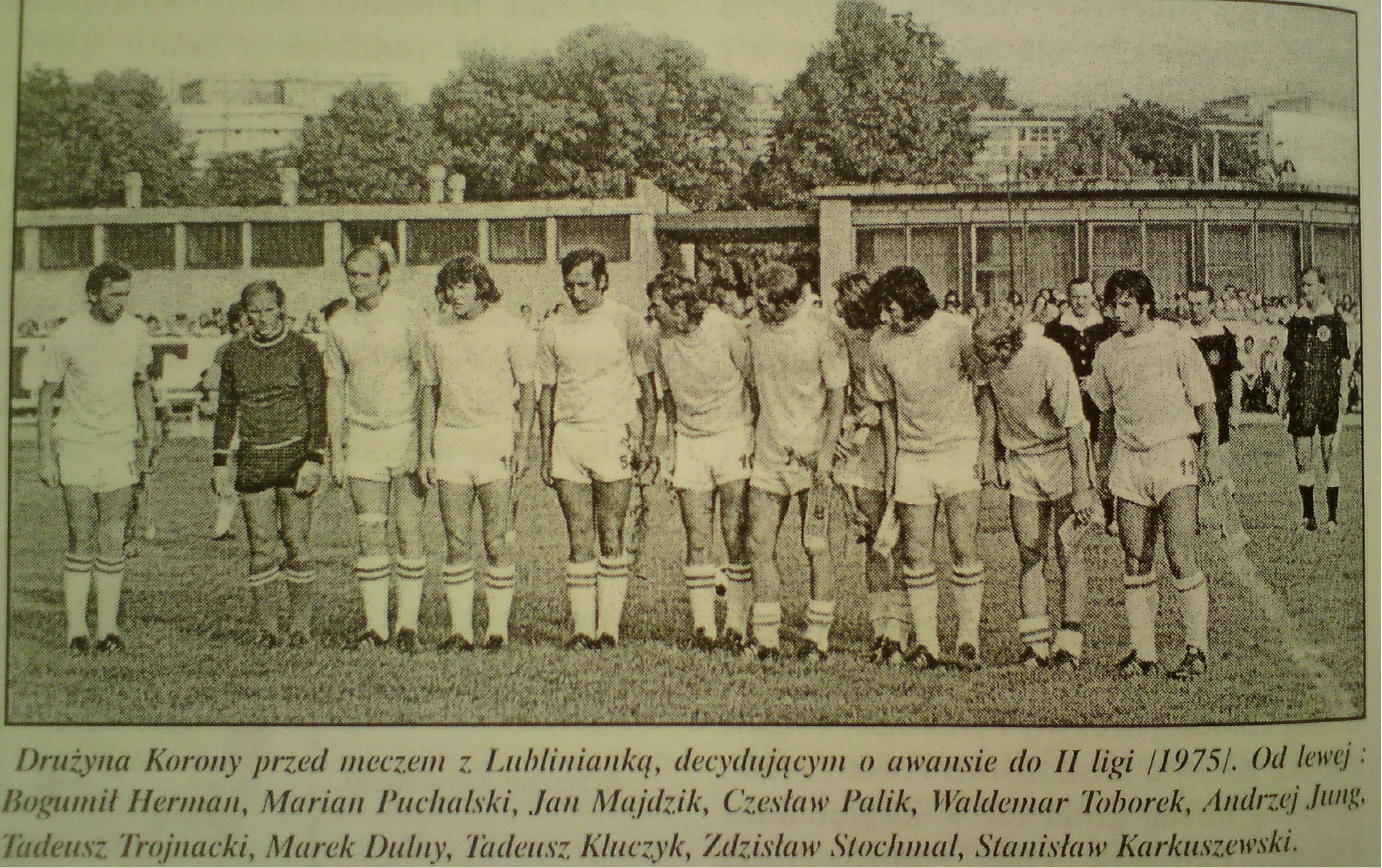
Korona Kielce el 1975.

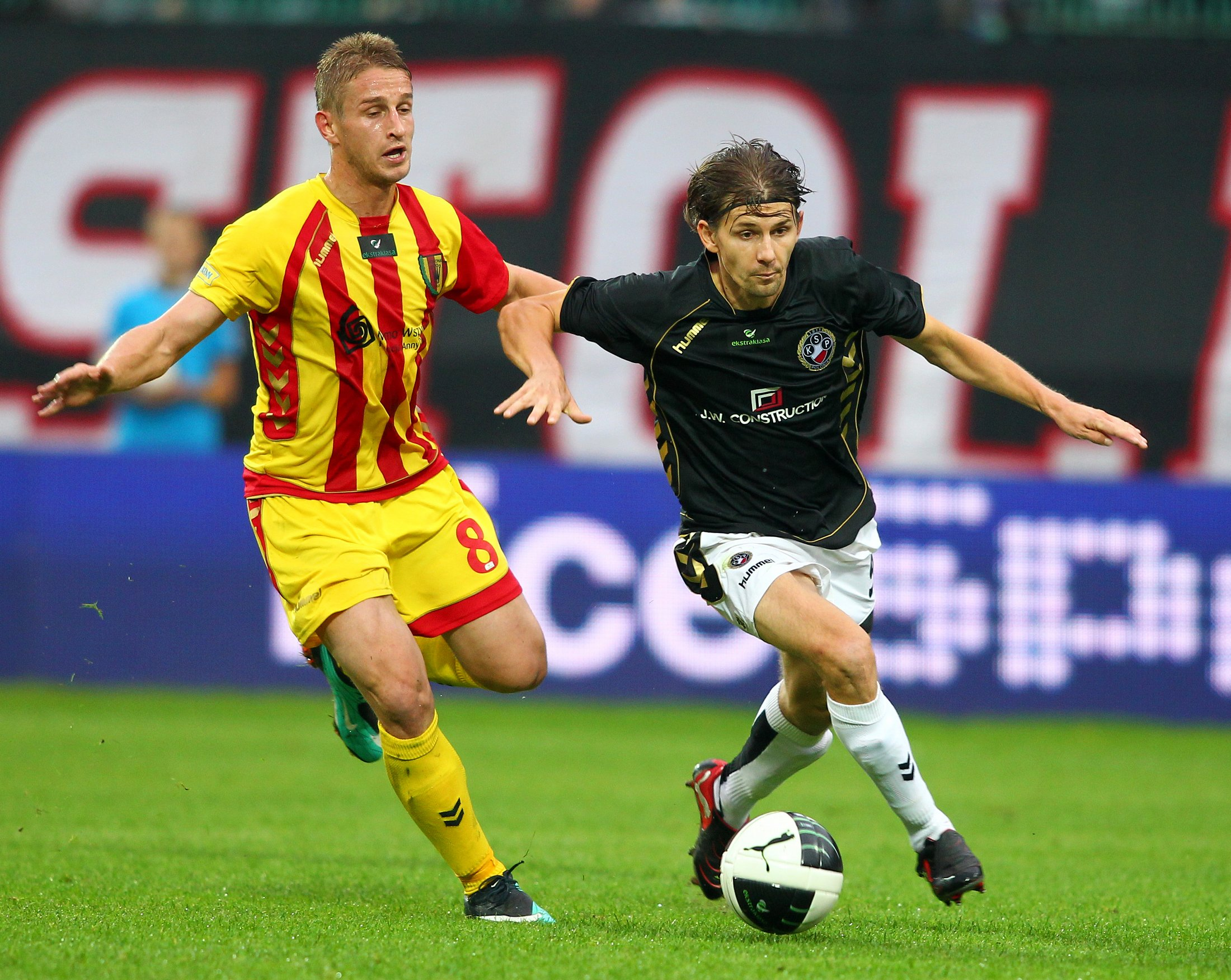
Partit contra Polonia Warsaw el 2010–11.

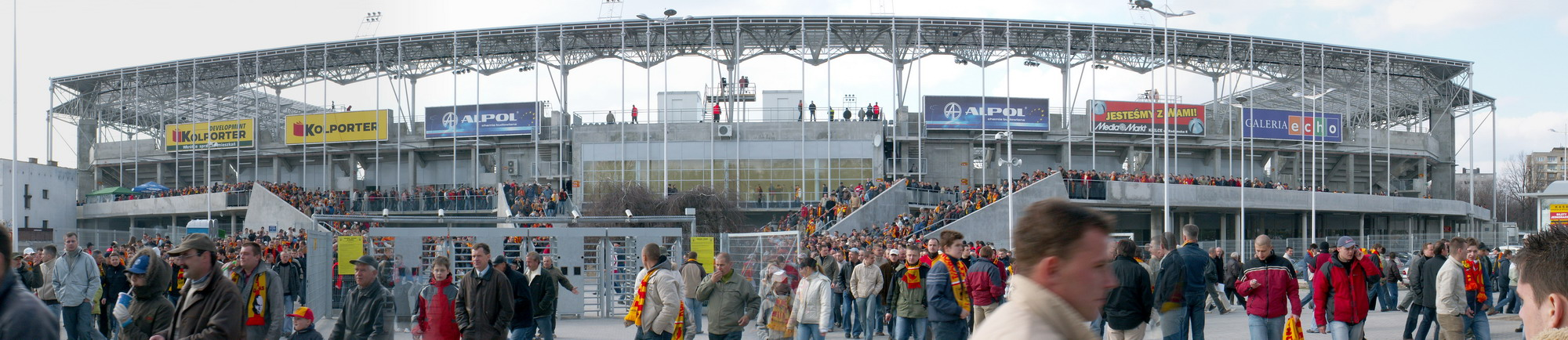
Després d'un partit

El club va néixer el 1973 per la fusió d'Iskra Kielce i SHL Kilece. Evolució del nom:
- 1973: KSS [Kieleckie Stowarzyszenie Sportowe] Korona Kielce (fusió de SHL Kielce i Iskry Kielce)
- 1996: MKS SF [Miejski KS Sekcja Futbolowa] Korona Kielce
- 2000: KKP [Kielecki Klub Piłkarski] Korona Kielce (fusió amb KKP Kielce antic Błękitnymi Kielce)
- 2003: Sportowa Spółka Akcyjna Kolporter Korona Kielce
- 2007: Kolporter Korona Spółka Akcyjna
- 2008: Korona Spółka Akcyjna

La millor època del club ha estat a partir de l'any 2000. Ha estat tres cops cinquè a la primera divisió (2006, 2012, 2017). L'any 2007 fou finalista a la copa polonesa.

## Palmarès
- I liga (segona categoria):
  - 2004–05
- II liga (grup IV):
  - 1989–90, 1996–97, 2003–04

## Futbolistes destacats
Futbolistes que han estat internacionals:
- Andrius Skerla
- Paweł Golański
- Arkadiusz Kaliszan
- Jacek Kiełb
- Wojciech Kowalewski
- Marcin Kuś
- Grzegorz Piechna
- Piotr Świerczewski
- Łukasz Załuska